# Лотьула
Лотьула (тайск. จุฬา — «воздушный змей») — ло, 42-я буква тайского алфавита, в настоящее время вышла из употребления,  слов начинающихся на эту букву в тайском нет, но она используется в тайском пали и санскрите. По траянгу относится к аксонтамдиау (одиночная нижнего класса). Как финаль относится к матре мекон (финаль -н). На клавиатуре проецируется на клавишу рус.Ю.

## Слова с лотьула
- นาฬิกา (налика) — часы.